# Sithon pallida
Sithon pallida är en fjärilsart som beskrevs av Druce 1873. Sithon pallida ingår i släktet Sithon och familjen juvelvingar. Inga underarter finns listade i Catalogue of Life.